# Syzygium latifolium
Syzygium latifolium är en myrtenväxtart som först beskrevs av Jean Louis Marie Poiret, och fick sitt nu gällande namn av Dc.. Syzygium latifolium ingår i släktet Syzygium och familjen myrtenväxter.
Artens utbredningsområde är Mauritius. Inga underarter finns listade i Catalogue of Life.